# Списак гитариста
Гитариста је музичар који свира на гитари. 

## Познати гитаристи

### Блуз

#### Рани блуз
Блајнд Блејк
Биг Бил Брунзи
Бука Вајт
Чарли Патон
Тампа Ред
Блајнд Бој Фулер
Сан Хаус
Скип Џејмс
Блајнд Лемон Џеферсон
Роберт Џонсон

#### Предратни блуз
Ледбели

#### Блуз од 60-их до данас
Лутер Алисон
Џеф Ачисон
Џеф Бек
Рој Бјукенан
Мајк Блумфилд
Бука Вајт
Џек Вајт
Џош Вајт
Џони Винтер
Ти Бон Вокер
Џо Луис Вокер
Стиви Реј Вон
Џими Вон
Мади Вотерс
Бади Гај
Рори Галахер
Гитар Слим
Бо Дидли
Рони Ерл
Јорма Кауконен
Алберт Кинг
Би Би Кинг
Фреди Кинг
Рама Клапрот
Ерик Клептон
Алберт Колинс
Трејси Коновер
Роберт Креј
Стив „Колонел“ Кропер
Рај Кудер
Сони Ландрет
Џеј Би Леноар
Менс Липском
Лони Мак
Мат „Гитар“ Марфи
Таџ Махал
Брауни Меги
Мисисипи Фред Макдауел
Блајнд Вили Мектел
Литл Милтон
Мемфис Мини
Кеб Мо
Гари Мур
Двејн Олман
Папо
Чарли Патон
Џими Пејџ
Бони Рајат
Отис Раш
Тампа Ред
Џими Рид
Кели Ричи
Дјук Робијард
Роберт Рос
Хјуберт Самлин
Систер Розета Тарп
Џими Текери
Робен Форд
Џеси Фулер
Лауел Фулсон
Чак Хамер
Мисисипи Џон Харт
Хаулин Вулф
Сан Хаус
Џими Хендрикс
Џон Ли Хукер
Елмор Џејмс
Скип Џејмс
Блајнд Лемон Џеферсон
Лони Џонсон
Лутер „Гитар Џуниор“ Џонсон
Кени Вејн Шепард

### Класика
Маја Радованлија

### Експериментална музика
Питер Бак
Бликса Баргелд
Глен Бранка
Дерек Бејли
Џеф Бек
Стив Вај
Адријан Валдез
Ким Гордон
Френк Запа
Хенри Кајзер
Нелс Клајн
Лорен Мазакане Конорс
Бен Левин
Терстон Мур
КК Нул
Мајк Олдфилд
Џим О’Рорк
Паул Панхојсен
Ли Раналдо
Лу Рид
Омар Родригез-Лопез
Кит Роу
Гари Смит
Роберт Фрип
Кеиџи Хаино
Кристијан Хејнал
Скот Хендерсон
Џош Хоми
Рис Чатам
Елиот Шарп

### Фламенко
Висенте Амиго
Лени Бро
Оскар Ереро
Пако де Лусија
Али Молави
Луис Маравила
Карлос Монтоја
Рамон Монтоја
Пако Пења
Томатито
Мораито Чико

### Народна и акустична музика
Вилијам Акерман
Чет Аткинс
Џоан Баез
Питер Бак
Норман Блејк
Дан Ар Браз
Лион Везли
Мејсон Вилијамс
Ханк Вилијамс
Док Вотсон
Гордон Гилтрап
Дејви Грејам
Далас Грин
Дејвид Грир
Џон Денвер
Боб Дилан
Ани Дифранко
Ник Дрејк
Дејв Елис
Томи Емануел
Мартин Карти
Ален Колинс
Лео Котке
Џим Кроче
Рај Кудер
Адријан Лег
Џек Лоренс
Франсоа Луамбо Макијади „Франко“
Џон Мартин
Елен Мекилвејн
Тони Мекманус
Пол Мекшери
Дејв Метјуз
Џони Мичел
Том Пакстон
Ал Перкинс
Тони Рајс
Џон Ренборн
Стокело Росенберг
Пол Сајмон (Сајмон и Гарфанкл)
Дик Сигел
Елиот Смит
Иван Смирнов
Џејмс Тејлор
Пичард Томпсон
Џон Феј
Лесли Фиш
Мајкл Хеџиз
Берт Џанш
Ник Џонс
Џуел 
Арт Пол Шлосер

### Џез
Списак џез гитариста
Густаво Асис-Бразил
И Вајан Балаван
Кени Барел
Дени Баркер
Елек Бачик
Арон Бенсон
Џорџ Бенсон
Чарли Берд
Лени Бро
Дева Будјана
Френк Гамбали
Џејми Глејзер
Грант Грин
Херб Елис
Енвер Измаилов
Барни Кесел
Еди Кондон
Чарли Кристијан
Еди Ланг
Адам Леви
Пат Мартино
Џон Меклохлин
Ал ди Меола
Пат Метини
Роман Мирошниченко
Вес Монтгомери
Џо Пас
Андреас Паоло Пергер
Ђанго Рајнхарт
Марк Рибо
Габор Сабо
Џон Скофилд
Пит Смајсер
Мајк Стерн
Мартин Тејлор
Мими Фокс
Бил Фризел
Фарид Хаке
Ричард Халебек
Чак Хамер
Чарли Хантер
Скот Хендерсон
Џејмс Хоган
Џим Хол
Алан Холдсворт
Франко Чери
Стенли Џордан
Сони Шарок

### Латиноамеричка музика
Баден Пауел де Акино (Бразил)
Марко Антонио Ангијано (Мексико)
Марија Луиса Анидо (Аргентина)
Акилес Баез (Венецуела)
Карлос Барбоса-Лима (Бразил)
Мануел Баруеко (Куба)
Мичел Берт (Чиле)
Луз Марија Бобадиља
Луиз Бонфа (Бразил)
Лео Броуер (Куба)
Маурисио Валдебенито (Чиле)
Адријан Валдез (Перу)
Кристијан Васкез (Чиле)
Виктор Виљадангос (Аргентина)
Егберто Гизмонти (Бразил)
Гинга (Бразил)
Алирио Дијаз (Венецуела)
Мануел Перез Дијаз (Венецуела)
Хосе Антонио Ескобар (Чиле)
Жаоа Жилберто (Бразил)
Себастијан Замбрана (Аргентина)
Луис Зеа (Венецуела)
Рикардо Изнаола (Куба-Венецуела)
Атавалпа Јупанки (Парагвај)
Хавијер Калдерон (Боливија)
Енрике Калиски (Чиле)
Абел Карлеваро (Уругвај)
Оскар Касерес (Уругвај)
Оскар Кастро-Невес (Бразил)
Омар Кирулник (Аргентина)
Антонио Лауро (Венецуела)
Едуардо Мартин (Куба)
Алексис Мендез (Куба)
Серхио Молдавски (Аргентина)
Хентил Монтања (Колумбија)
Алфонзо Монтез (Венецуела)
Паулињо Мореира (Бразил)
Луис Оријас (Аргентина)
Луис Орландини (Чиле)
Гарото де Параиба (Бразил)
Алехандро Пералта (Чиле)
Карлос Перез (Чиле)
Антонио Переира (Уругвај)
Аугустин Перејра (Аргентина)
Херардо Перез Капдевила (Куба)
Луис Кинтеро (Венецуела)
Родриго Ријера (Венецуела)
Берта Рохас (Парагвај)
Гонзало Салазар (Мексико)
Исајас Савио (Уругвај)
Луис Салина (Аргентина)
Хулио Сегрерас (Аргентина)
Марсело Сфрисо (Аргентина)
Токињо (Бразил)
Едуардо Фалу (Аргентина)
Абел Флеури (Аргентина)
Мигел Анхел Хиролет (Аргентина)

### Метал
Дарел "Дајмбег Дарел" Абот (Пантера, Ребел митс ребел, Демиџплан)
Тони Ајоми (Блек сабат)
Дан Албрехтсен (Fall to Grace, Свис рист клок, Вејстгејт)
Кристофер Амот (Арч енеми)
Мајкл Амот (Арч енеми) (Каркас)
Фараз Анвар (самостални уметник, Мизраб, Даск)
Мат Баканд (Шедоуз фол)
Бакетхед (самостални уметник, Дилај крипс, Џајант робот, Алекси Лајхо Колонел Клапулс бакет оф Берни брејнс, Праксис, Ганз'н'роузиз)
Бамблфут (Рон тал, Ганз 'н' роузиз)
Мајкл Анџело Батио (Најтро)
Џејсон Бекер (самостални уметник, Какофони, Дејвид Ли Рот)
Нуно Бетенкурт (Екстрим, Морнинг видоуз)
Ерик Блум (Блу ојстер калт)
Крис Бродерик (Џаг панзер)
Стив Вај (Френк Запа, Алкатраз, Дејвид Ли Рот, Вајтснејк, самостални уметник)
Зак Вајлс (Блек лејбел сосајети, Прајд енд глори, Ози Озборн)
Бенџамин Вајнман (Дилинџер ескејп план)
Еди Ван Хејлен (Ван Хејлен)
Мајкл Винтон (Квинсрајк)
Ричард Ворд (Стак Моџо, Сик Спид, Фози, Дјук)
Пол Гилберт (Рејсер екс, Мистер Биг, соло уметник)
Бак Дарма (Блу ојстер калт)
К. К. Даунинг (Џудас прист)
Крис Дегармо (Квинсриш)
Џонатан Донајс (Шедоуз фол)
Матијас „Ајеј“ Еклунд (самостални уметник, Фрик кичен, Јонас Хелборг)
Двизил Запа
Скот Ијан (Антракс, Демнокраси)
Калид Илахи (Бијонд шедоуз)
Крис Импелитери (соло уметник, Транссајбиријан оркестра)
Матијас Јабс (Скорпионс)
Макс Кавалера (Сепултура, Соулфлај)
Кери Кинг (Слејер)
Андреас Кисер (Сепултура)
Гилби Кларк (Ганз'н'роузиз, Супернова)
Пека Кото (Калмах)
Ани Кото (Калмах)
Алекси Лајхо (Чилдрен оф Бодом)
Ален Ланир (Блу ојстер калт)
Енди Ларок (Кинг Дајмонд)
Ропе Латвала (Чилдрен оф Бодом, Синерџи)
Бен Левин (соло уметник, Ви ол мис Грејси)
Џон Лекомпт (Еванесенс)
Петер Линдгрен (Опет)
Џорџ Линч (Докен, Линч моб)
Џеф Лумис (Невермор)
Дарон Малакијан (Систем оф а дон)
Ингве Малмстен (соло уметник, Алкатраз, Стилер)
Џим Мартин (Фејт но мор)
Дејв Мари (Ајрон мејден)
Џејмс Марфи (самостални уметник, Кансер, Дет
Дејв Мастејн (Мегадет)
Кејси Меклејн (Fall to Grace, Свис рист клокс, Хоспитал, Афтермат)
Стив Милер (Монаркс)
Вини Мур (соло уметник, UFO, Алис Купер)
Баз Озборн (Мелвинс)
Микаел Окерфелт (Опет)
Андре Олбрик (Блајнд гардијан)
Џон Петручи (Дрим Тијатер, Ликвид тенжон експеримент)
Ал Питрели (Алис Купер, Саватаж, Транссајбиријан оркестра)
Крис Поланд (Мегадет)
Омар Родригез-Лопез (Ат д драјв-ин, Де факто, Спарта, Марс волта)
Мајкл Ромео (самостални иметник, Симфони екс)
Ранди Роудс (Квајет Рајот, Ози Озборн)
Џејмс Рут (Слипнот)
Клаудио Санчез (Кохид анд Камбрија)
Карл Сандерс (Најл)
Јагмур Саригил (Манга)
Мухамед Сичмез (Некрофаџист)
Слеш познат и као Сол Хадсон (Ганз'н'роузиз, Слеш'с снејкпит, Велвет риволвер)
Адријан Смит (Ајрон мејден)
Џо Стамп
Бил Стир (Каркас)
Трој Стетина
Изи Страдлин (Ганз'н'роузиз, самостални уметник)
Јеспер Стромблад (Ин флејмс, бивши члан групе Синерџи)
Акари Такасаки (Лауднес)
Глен Типтон (Џудас прист)
Далас Толер-Вејд (Најл)
Кетрин „Грејт Кет“ Томас
Мик Томпсон (Слипнот)
Сем Тотман (Драгонфорс)
Лука Турили (самостални уметник, Рапсоди)
Марти Фридман (соло уметник, Какофони, Мегадет)
Кирк Хамет (Металика)
Џеф Ханеман (Слејер)
Каи Хансен (Хеловин, Ајрон Сејвиор, Гама реј)
Џејмс Хетфилд (Металика)
Кени Хики (Тајп оу негатив)
Џош Хоми (Квинс оф д стоун ејџ)
Бјорн Џелот (Ин флејмс)
Адам Џонс (Тул)
Михаел Шенкер (самостални уметник, UFO)
Рудолф Шенкер (Скорпионс)
Чак Шулдинер (Дет, Контрол динајд)

### Рок/поп
Џим Адкинс (Џими ит ворлд)
Тони Ајоми (Блек сабат)
Треј Анастејжо (Фиш)
Ејс Андрес (Екс фифтинтс)
Ијан Антоно (Гад блес)
Били Џо Армстронг (Грин деј)
Тим Армстронг (Оперејшон Ајви, Рансид, Трансплантс)
Рон Астон (Стуџиз)
Чет Аткинс
Питер Бак (R.E.M.)
Линдзи Бакингам (Флитвуд Мек)
Џеф Бакли (самостални уметник)
Ранди Бакман (Гес ху, Бакман-Тарнер овердрајв)
Пери Бамонти (Кјур)
Ники Бар 
Сид Барет (Пинк Флојд)
Мартин Бари (Џетро тал)
Брајан Бејкер (Мајнор трит, Даг насти, Бад релиџон)
Џеф Бек (Јардбердс, Џеф Бек груп, Ханидриперс, Бек, Богерт енд Апис)
Брајан Бел (Визер)
Метју Белами (Мјуз)
Адријан Белу (Френк Запа, Кинг кримсон, Берс)
Арон Бенсон
Чак Бери
Пол Берлисон (Рок енд рол трио)
Јон Тор Биргисон (Сигур рос)
Ричи Блекмор (Дип перпл, Рејнбоу, Блекмор'с најт)
Дејв Бол (Прокол харум)
Стив Вај (Френк Запа, Алкатраз, Дејвид Ли Рот, Вајтснејк)
Џејсон Вајт (Пинхед ганпаудер, Грин деј)
Џек Вајт (Вајт страјпс, Раконтерс)
Еди Ван Хејлен (Ван Хејлен)
Том Верлејн (Телевижон)
Ненси Вилсон (Харт)
Вини Винсент (Кис)
Боб Вир (Грејтфул дед)
Џо Волш (Џејмс ганг, Иглс)
Рој Вуд (Мув, Електрик лајт оркестра, Визард, итд.)
Рон Вуд (Ролингстонси, Фејсиз, Џеф Бек груп)
Вурзел
Ноел Галахер (Оејзис)
Џејмс Гарли (Биг брадер енд д холдинг кампани)
Џери Гарсија (Грејтфул дед)
Дани Гатон
Робин Гатри (Кокто твинс)
Дејвид Гилмор (Пинк Флојд)
Мик Грабам (Кочиз, Прокол харум)
Валери Градинарски (LZ)
Џони Гринвуд (Рејдиохед)
Дејв Грол
Брет Гуревиц (Бад Релиџон)
Жан Пјер Данел
Дик Дејли
Дејвид Еванс такође познат и као Еџ (Ју ту)
Џејсон Еверман
Двејн Еди
Матијас „Ајеј“ Еклунд (Фрик кичен)
Сем Ендру (Биг брадер енд д холдинг лампани)
Френк Запа (између осталог свирао у групи Мадерс оф инвеншон)
Виктор Зинчук
Ангус Јанг (AC/DC)
Нил Јанг (Бафало Спрингфилд, Крејзи хорс, Крозби, Стилс, Неш енд Јанг, Есквајерс, Стреј гејторс)
Малком Јанг (AC/DC)
Том Јорк (Рејдиохед)
Алекс Капранос
Пола Кели
Џон Кеј (Степенвулф)
Фил Кембел (Моторхед)
Фил Киги
Шајен Кимбал
Ерик Клептон (Јардбердс, Џон Мајал'с блузбрејкерс, Крим, Блајнд фејт, Бони енд Делејни енд френдс, Дерек енд доминос)
Курт Кобејн (Нирвана)
Риверс Комо (Визер)
Били Корган (Смашинг пампкинс/Зивон)
Вејн Крејмер (MC5)
Роби Кригер (Дорс)
Ворен Кукурило (Френк Запа, Мисинг персонс, Дјуран Дјуран)
Брус Кулик
Гоктан Курал (Хејзерфан)
Кортни Лав (Хол)
Рики Лајм (Скарлинг.)
Алекс Лајфсон (Раш)
Шон Лејн
Џон Ленон (Битлси)
Том Линтон (Џими ит ворлд)
Џорџ Линч (Докен)
Пол Лири (Батхол серферс)
Питер Лоу - Денди ворхолс
Стив Лукатер
Мадона
Џон Мајер (Џон Мајер трио)
Ник Макарти
Пол Макартни
Дел Маркиз (свирао за Сизор систерс)
Џони Мар (Смитс)
Ханк Би Марвин (Шедоуз)
Мик Марс (Мотли кру)
Ки Марсело (Јуроп)
Џеј Маскис (Дајносор Јр.)
Так Мацумото (Бизи)
Роџер Мегвин (Бердс)
Брајан Меј (Квин)
Енди Мекманис
Енди Мекој (Ханој рокс)
Мајк Мекриди (Перл џем)
Бари Мелтон (Кантри Џо енд д фиш, Дајносорс)
Џон Меџиок (Магазин, Визаж, Сузи енд д Баншиз, Паблик имиџ лтд, Армори шоу)
Мидору
Мистер Ник Насти
Ким Мичел
Миџ Јур (Слик, Рич кидс, Тин Лизи, Алтравокс, Визаж)
Мајкл Монарк (Степенвулф)
Том Морело (Рејџ агејнст д машин)
Стив Морс
Боб Моулд (Хускер ду)
Вини Мур
Дејв Наваро (Џејн'с адикшон, Ред хот чили пеперс)
Абди Негара/Абди - Сланк
Мајкл Несмит (Манкиз)
Нобл (Бритиш си пауер)
Марк Нопфлер (Дајер стрејтс, Нотинг хилбилиз)
Џон Норум (Јуроп)
Тед Нуџент
Мајкл „Олга“ Олгар (Тој долс)
Двејн Олман (Дерек енд д доминос, Олман брадерс бенд)
Квин Олман (Јузед)
Џејд Паџет (AFI)
Џими Пејџ (Лед зепелин, Јардбердс)
Џо Пери (Аеросмит, Џо Пери проџект)
Џон Пери (Онли ванс)
Том Пети (Том Пети енд д хартбрејкерс, Травелинг Вилбериз)
Вики Питерсон (Банглс)
Деби Питерсон (Банглс)
Лес Пол
Принс
Елвис Пресли
Џони Рамон (Рамонс)
Шелдон Рејнолдс (Ерт, винд енд фајер, самостални уметник)
Вернон Рид (Ливинг колор)
Лу Рид
Крис Рија
Кит Ричардс (Ролингстонси)
Мик Ронсон (свирао са Дејвидом Боуијем)
Мајкл Роу
Пол Сајмон (Сајмон енд Гарфанкл)
Ричи Самбора (Бон Џови)
Енди Самерс (Полис)
Адам Сандлер
Карлос Сантана
Клаудио Санчез (Шабати, Кохид енд Камбрија, Прајз фајтер инферно)
Блуз Сарасено
Џо Сатријани
Брајан Сецер (Стреј кетс, Брајан Сецер оркестра)
Били Сквајер
Џон Сквајер (Стоун роузиз)
Бари Слес (Дејвид Нелсон бенд, Флајинг адер брадерс)
Слеш (Слеш'с снејкпит, Ганс'н'роузиз, Велвет ривеолвер)
Рејдио Слоун (Нид, Скарлинг.)
Пат Смир (Џермс)
Роберт Смит
Фред „Соник“ Смит (MC5)
Франк Ли Спрејг
Пол Стенли (Кис)
Стив Стивенс (Били Ајдол, Кјосуке Химуро)
Изи Страдлин (Ганс'н'роузиз)
Тајтор
Пит Таунсенд (Ху)
Енди Тејлор (Дјуран Дјуран)
Мик Тејлор (Ролингстонси, Џон Мајал енд д блузбрејкерс)
Кортни Тејлор-Тејлор (Денди Ворхолс)
Порл Томпсон (Кјур)
Ричард Томпсон
Џорџ Торогуд
Џејсон Трактенберг (Трактенберг фамили слајдшоу плејерс)
Робин Трауер (Прокол Харум, самостални уметник)
Марк Тремонти (Крид, Алтер бриџ)
Марк Фарнер (Гранд фанк рејлроуд)
Крис Форман (Маднес)
Ларс Фредериксен (Рансид)
Ејс Фрели (Кис)
Роберт Фрип (Кинг кримсон)
Џон Фрушанте (Ред хот чили пеперс)
Криси Хајнд (Притендерс)
Стив Хакет (Џенезиз)
Чак Хамер (Лу Рид, Дејвид Боуи, Гитараркитекчер)
Џејмс Ханимен-Скот (Притендерс)
Џорџ Харисон (Битлси, Травелинг Вилбериз)
Стив Хау (Јес)
Мохамед Ридван Хафидз/Ридо - Сланк
Шон Хејтер (Лушус Хант)
Џими Хендрикс (Џими Хендрикс експиријенс)
Грег Хетсон (Серкл џеркс, Бад релиџон)
Бади Холи
Томојасу Хотеј (BOØWY, Компрекс)
Сузана Хофс (Банглс)
Џон Чиполина (Квиксилвер месенџер сервисе)
Стивен Џенкинс (Терд ај блајнд)
Марк Сејнт Џон
Мик Џонс (Клеш, Биг одио дајнамајт, Карбон/Силикон)
Ерик Џонсон
Том Шолз (Бостон)
Нил Шон (Сантана, Џерни)